# Чифтчи, Надир
Надир Чифтчи (тур. и нидерл. Nadir Çiftçi; 12 февраля 1992, Гаага, Нидерланды) — турецкий и нидерландский футболист, нападающий клуба «Генчлербирлиги».

## Клубная карьера
Чифтчи — воспитанник клуба «АДО Ден Хааг» из своего родного города. В 2007 году он переехал в Англию, где попал в молодёжную систему подготовки футболистов клуба «Портсумт». 7 августа 2010 года в матче против «Ковентри Сити» Надир дебютировал в Чемпионшипе. 9 августа в поединке Кубка лиги против «Стивениджа» он забил свой первый гол за «Портсмут». 14 августа в матче против «Рединга» Чифтчи забил гол в чемпионате. Летом 2011 года он перешёл в турецкий «Кайсериспор». Сумма трансфера составила 180 тыс. евро. 20 сентября в матче против «Газиантепспор» Чифтчи дебютировал в турецкой Суперлиге. Летом 2012 года он вернулся в Нидерланды и присоединился к клубу НАК Бреда. 25 августа в матче против амстердамского «Аякса» Надир дебютировал в Эредивизи.
По окончании сезона Чифтчи покинул НАК и подписал трёхлетний контракт с шотландским «Данди Юнайтед». 2 августа 2013 года в матче против «Партик Тисл» он дебютировал в шотландской Премьер лиге. 15 сентября в поединке против «Росс Каунти» Надир забил свой первый гол за «Данди Юнайтед». В этом же сезоне Чифтчи забил четыре гола в пяти матчах Кубка Шотландии и помог команде выйти в финал турнира. Надир на протяжении двух сезонов становился лучшим бомбардиром «Данди Юнайтед».
Летом 2015 года Чифтчи перешёл в «Селтик», подписав контракт на четыре года. Сумма трансфера составила 1,5 млн.евро. 12 сентября в матче против «Абердина» он дебютировал за «кельтов», заменив во втором тайме Гэри Маккея-Стивена. 20 сентября в поединке против «Данди» Надир забил свой первый гол за «Селтик».  В начале 2016 года он для получения игровой практики на правах аренды перешёл в «Эскишехирспор». 7 февраля в матче против «Ризеспора» Надир дебютировал за новую команду. 13 марта в поединке против «Акхисар Беледиеспор» Чифтчи забил свой первый гол за «Эскишехирспор». После окончания аренды Надир вернулся в «Селтик».
В начале 2017 года Чифтчи на правах аренды присоединился к польской «Погони». 19 февраля в матче против «Краковии» он дебютировал в польской Экстраклассе. Летом того же года Надир был отдан в аренду в «Плимут Аргайл». 26 августа в матче против «Сканторп Юнайтед» он дебютировал в Первой лиге Англии. Чифтчи не забил ни одного гола и потерял место в основе. В начале 2018 года Надир был арендован до конца сезона «Мотеруэллом». В матче против «Росс Каунти» он дебютировал за новую команду. 3 февраля в поединке против «Партик Тисл» Чифтчи забил свой первый гол за «Мотеруэлл».
Летом того же года Надир подписал контракт с «Генчлербирлиги». 12 августа в матче против «Хатайспора» он дебютировал в Первой лиге Турции. 18 августа в поединке против «Алтынорду» Чифтчи забил свой первый гол за «Генчлербирлиги».

## Международная карьера
На юношеском уровне Чифтчи сыграл несколько матчей за Нидерланды, но затем принял решение выступать за Турцию.
В 2011 году в составе юношеской сборной Турции Надир принял участие в юношеском чемпионате Европы в Румынии. На турнире он сыграл в матчах против сборных Бельгии и Испании.